# 마모
기계공학에서 마모(磨耗)는 2개의 고체가 서로 접촉하면서 이동하고 있을 때, 그들 미끄럼 면에서부터 마찰에 의해서 물질이 이탈하고, 대체로 표면에 대하여 바람직하지 못한 영향을 주는 현상이다. 따라서 그 다뤄지는 범위는 매우 넓어지고, 다음과 같은 것이 있다.

## 마모의 종류
재봉틀기름 등을 사용하며, 보통으로 생기는 정상마모(正常磨耗), 샌드페이퍼·모래 등에 의한 거칫거림마모, 고속·고하중하(高荷重下)에서 생기는 융착마모(融著磨耗), 장시간의 이용에 의해서 표면이 피로하여 생기는 얼룩마모, 물 등의 부식작용에 의한 부식마모, 이동거리가 0.5mm 정도인 미소이동 때 생기는 미동마모, 미끄럼면이 산화되어 있는 상태인 산화마모 등이 있다.
마모의 진행 과정에 대하여 가장 단순한 고체간 미끄럼인 경우에 마모량는 하중 및 거리에 각각 비례하고 굳기 에 반비례한다고 하며, 다음과 같은 관계식으로 된다.
는 비례정수이다. 는 미끄럼 조건에 따라서 정해지는 것이며, 동일한 마모기구가 성립하는 범위 내에서 유효하다. 가령 하중을 바꿈으로써, 정상마모로부터 산화마모로 바뀌면, 그에 상응하는 가 정해진다.
기름이나 그리스를 써서 마모를 적게 한다는 것의 의미는, 고체끼리의 접촉면적 A를 기름이나 그리스로써 바꿔 놓아 될수록 적게 하고, 가능하면 영으로 하는 일이다. 그러나 티탄과 같이 재료에 따라서는 보통의 윤활제로는 효과가 나타나지 않는 경우도 있고, 또 속도가 매우 느린 미끄럼조건에서는 일반적으로 마찰계수가 매우 커지므로 윤활제 및 미끄럼재료의 선택이 중요하다.

## 같이 보기
- 마찰력